# Sam de Jong (voetballer)
Sam de Jong (Utrecht, 11 augustus 2001) is een voetbalspeelster uit Nederland. Ze speelt als aanvalster voor FC Utrecht.

## Carrière
In haar jeugdjaren kwam De Jong uit voor VV De Meern en Sporting '70 uit Utrecht. Sinds 2023 komt De Jong uit in de jeugdopleiding van FC Utrecht dat in het seizoen 2022/23 haar rentree maakte in de Vrouwen Eredivisie. Vanwege haar leeftijd was ze te oud voor de jeugdploeg van de Domstedelingen, maar door een dispensatieplek mocht ze zich toch verder door ontwikkelen bij de beloften.
Op 20 oktober 2023 maakte De Jong haar debuut voor FC Utrecht in de Vrouwen Eredivisie in een uitwedstrijd tegen PSV door in de 76ste minuut in te vallen voor Nurija van Schoonhoven. In de winterstop van 2024 mocht de Jong met de hoofdmacht van FC Utrecht mee op trainingskamp in Portugal. Doordat De Jong hier indruk wist te maken, werd ze na de winterstop overgeheveld naar de hoofdmacht van de Domstedelingen.
Op 27 januari 2024 maakte de Jong haar eerste doelpunt in de Vrouwen Eredivisie door de 4-2 te maken tegen Telstar. Op 10 maart 2024 mocht De Jong voor het eerst in Stadion Galgenwaard voor 10.000 toeschouwers voetballen in een thuiswedstrijd tegen Ajax. In deze wedstrijd speelde De Jong als rechtsback.
Op 24 mei 2024 werd de doorbraak van De Jong beloond met een vaste plek in de eerste selectie van de club uit de Domstad. Ze werd daarmee definitief overgeheveld naar de hoofdmacht van FC Utrecht. De Jong tekende op 24 december 2024 haar eerste profcontract tot medio 2025.
Op 30 juni 2025 verlengde De Jong haar contract in de Domstad tot een jaar.

## Statistieken
| Seizoen | Club       | Competitie | Competitie | Competitie | Beker | Beker | Overig | Overig | Totaal | Totaal |
| Seizoen | Club       | Competitie | Wed.       | Dlp.       | Wed.  | Dlp.  | Wed.   | Dlp.   | Wed.   | Dlp.   |
| ------- | ---------- | ---------- | ---------- | ---------- | ----- | ----- | ------ | ------ | ------ | ------ |
| 2023/24 | FC Utrecht | Eredivisie | 10         | 2          | 2     | 0     | 0      | 0      | 12     | 2      |
| 2024/25 | FC Utrecht | Eredivisie | 16         | 0          | 1     | 0     | 1      | 0      | 18     | 0      |
| Totaal  | Totaal     | Totaal     | 26         | 2          | 3     | 0     | 1      | 0      | 30     | 2      |

Bijgewerkt t/m 30 juni 2025.